# El vuelco del cangrejo
El vuelco del cangrejo es una película colombiana del año 2009, dirigida por Oscar Ruiz Navia.

## Sinopsis
Daniel llega a la comunidad afrocolombiana de La Barra, situada en la costa pacífica, en busca de un barco para irse del país. Tiene la intención de quedarse solo unos días, pero una inesperada carencia de pescado ha obligado a los pescadores a alejarse mucho de la costa, lo que dificulta la búsqueda de Daniel. Además, los campesinos tienen problemas. Cerebro, el líder de la comunidad, intenta ajustarse a la llegada de la modernidad.

## Premios
- Premio FRIPESCI 2010[2]
- Nuevo Cine Latinoamericano, La Habana, 2009
- Toulouse 2010
- Friburgo 2010
- Las Palmas 2010